# Malmköping
Malmköping is een plaats in de gemeente Flen in het landschap Södermanland en de provincie Södermanlands län in Zweden. De plaats heeft 2000 inwoners (2005) en een oppervlakte van 130 hectare.

## Verkeer en vervoer
Bij de plaats lopen de Riksväg 53 en Riksväg 55.